# Tougan
Tougan là một tổng của tỉnh Sourou ở tây bắc Burkina Faso. Thủ phủ của tổng này là thị xã Tougan.

## Các thị xã và các làng
Basbatenga, Bompela, Bonou, Boaré, Boussoum, Da, Daka, Dalo, Dimboro, Diouroum, Dissi, Gonon, Gorombouli, Goron, Gosson, Guimou, Kassan, Kawara, Kirstenga, Kouy, Largogo, Namassa, Nassan, Niankore, Panian, Papale, Sissile, Toaga, Touare, Toungare, Wattinoma, Yeguere e Zinzin.

## Tham khạo oh xong
1. ↑  "Burkinabé government inforoute communale". Bản gốc lưu trữ ngày 31 tháng 12 năm 2016. Truy cập ngày 12 tháng 10 năm 2008.

gfrtryhgdfhfg